# 마케도니아 사회주의 공화국
마케도니아 사회주의 공화국(마케도니아어: Социјалистичка Република Македонија 소치얄리스티치카 레푸블리카 마케도니야)은 구 유고슬라비아 사회주의 연방공화국을 구성했던 국가이다. 1990년 정치 체제가 의원내각제로 이행된 뒤, 1991년 나라 이름이 공식적으로 마케도니아 공화국으로 바뀌었으며, 유고슬라비아 사회주의 연방공화국의 붕괴로 1991년 9월 8일, 독립을 선언해 마케도니아 공화국이 되었다.
수도는 스코페이며, 이곳은 독립 이후에도 여전히 마케도니아의 수도이다.

## 상징

### 국기와 국장

마케도니아 사회주의 공화국의 국기
마케도니아 사회주의 공화국의 국장